# Canal de televisión local

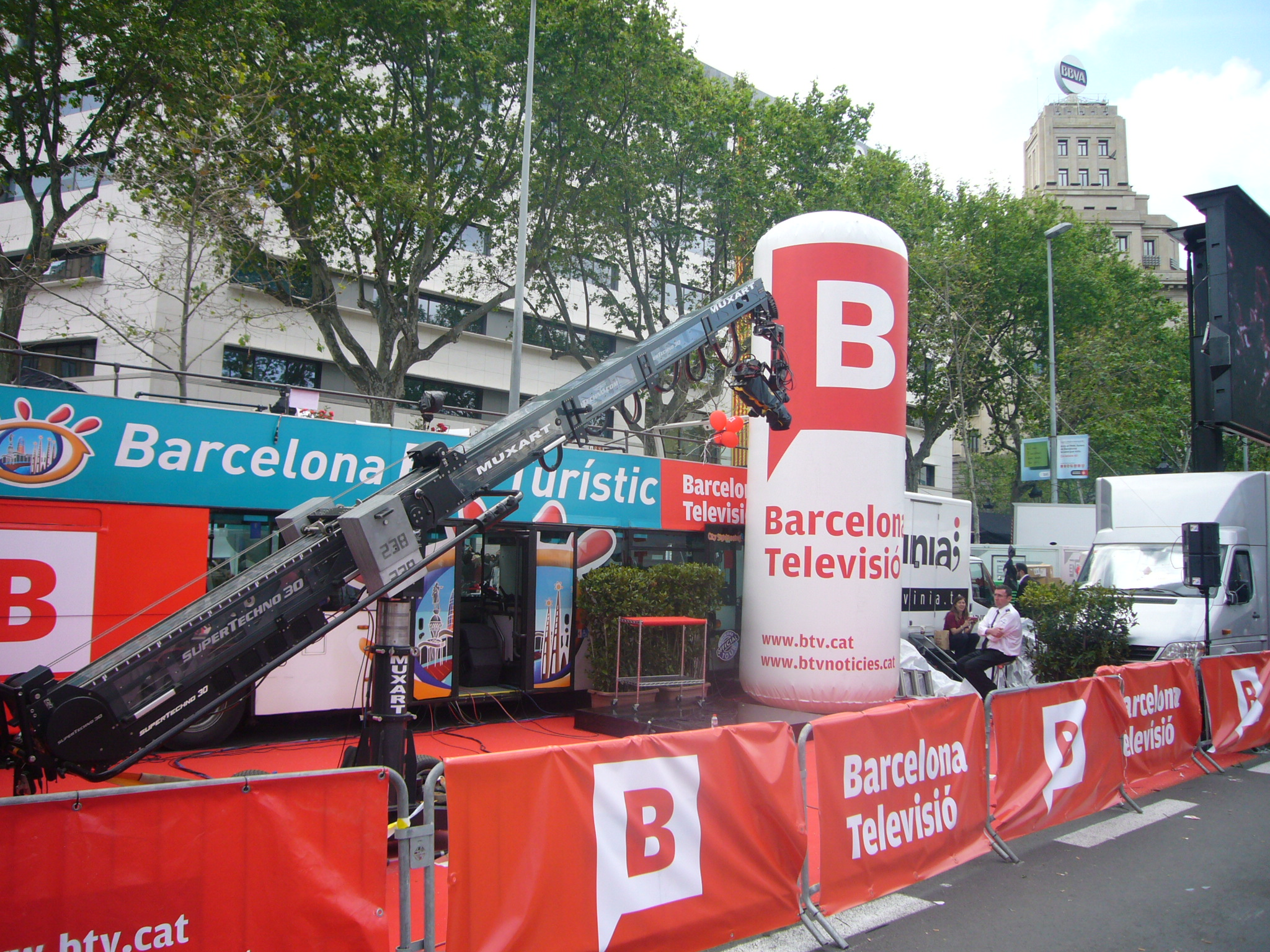
Barcelona Televisió (actualmente Betevé) en Sant Jordi de 2012 en Barcelona.

Un canal de televisión local es un medio televisivo que opera dentro de un área geográfica limitada, como una localidad, una región metropolitana o una comarca. A diferencia de las cadenas de televisión nacionales o internacionales, los canales de televisión locales se centran en la programación que es relevante para su comunidad específica.

## Características
Los canales de televisión locales se caracterizan por:
- Cobertura geográfica limitada: Su contenido se centra en un área relativamente pequeña, lo que les permite enfocarse en las necesidades e intereses de una comunidad específica.[7]
- Programación local: La mayor parte de su programación está producida localmente y aborda temas de interés comunitario, como noticias locales, eventos deportivos, programas de entrevistas con personalidades locales, cobertura de eventos culturales y asuntos públicos.[8]
- Conexión con la comunidad: Los canales locales desempeñan un papel importante en la vida cívica de sus comunidades, proporcionando un foro para el debate público, promoviendo eventos locales y sirviendo como un recurso de información confiable en situaciones de emergencia.[9]
- Diversidad de propiedad: Los canales locales pueden ser propiedad de una variedad de entidades, incluyendo empresas de medios locales, organizaciones sin fines de lucro, universidades, entidades públicas o incluso personas físicas de forma autónoma.[10]
- Financiamiento: El financiamiento de los canales locales proviene principalmente de la publicidad local, aunque también pueden recibir fondos de suscripciones de cable, donaciones públicas y patrocinios.[11]

## Historia
Los orígenes de la televisión local se remontan a los primeros días de la televisión, cuando las estaciones de televisión se establecían en ciudades individuales y transmitían programación a una audiencia local. Con el tiempo, algunas de estas estaciones se afiliaron a cadenas nacionales, mientras que otras continuaron operando de forma independiente, enfocándose en la programación local.
En la década de 1950 y 1960, la televisión local experimentó un auge en los Estados Unidos, con la expansión de la televisión por cable y la creación de nuevas estaciones de televisión. En otros países, el desarrollo de la televisión local varió según las políticas de radiodifusión y la estructura del mercado de medios.
En la era digital, la televisión local se ha adaptado a los nuevos medios de distribución, como Internet y las plataformas de streaming. Muchos canales locales ahora transmiten su programación en línea y ofrecen contenido a pedido a través de sus sitios web y aplicaciones móviles.

### Inicios de la televisión local en Estados Unidos
La televisión local en Estados Unidos tiene una larga historia que se remonta a los primeros días de la radiodifusión televisiva. En la década de 1940 y principios de la década de 1950, antes del auge de las cadenas de televisión nacionales, muchas ciudades tenían sus propias estaciones de televisión independientes que producían programación local.
Con el tiempo, muchas de estas estaciones se afiliaron a las tres grandes cadenas (NBC, CBS y ABC), pero continuaron produciendo noticias locales y otros programas de interés comunitario. La Comisión Federal de Comunicaciones (FCC) jugó un papel importante en la regulación y el fomento de la radiodifusión local.
El concepto de "interés público, conveniencia y necesidad" (public interest, convenience, and necessity), establecido en la Ley de Comunicaciones de 1934, influyó en la programación de las estaciones locales, obligándolas a servir a las necesidades de sus comunidades.

### Inicios de la televisión local en España
Los inicios de la televisión local en España están intrínsecamente ligados a la expansión de la televisión pública, Televisión Española (TVE), y posteriormente a la apertura del sector a las televisiones autonómicas y privadas. Si bien TVE, desde sus inicios en 1956, ofrecía una programación con cierta desconexión territorial a través de sus centros territoriales, la concepción de una televisión estrictamente "local" tardaría más en consolidarse.
En la década de 1980, con la creación del sistema autonómico, surgieron las primeras televisiones autonómicas, como TV3 en Cataluña (1983) y ETB en el País Vasco (1982). Estas televisiones, aunque con una vocación regional, empezaron a generar contenido con una mayor proximidad a la realidad local, incluyendo informativos y programas que reflejaban la cultura y las problemáticas de sus respectivas comunidades. Este fue un primer paso hacia la televisión local, aunque aún no se trataba de emisoras con una cobertura estrictamente municipal o metropolitana.
Uno de los casos más destacados en la historia de la televisión local española es el de Onda Jerez TV, canal municipal fundado en Jerez de la Frontera el 2 de mayo de 1989, impulsado por el Ayuntamiento de la ciudad. Su primer director fue el periodista y fotógrafo jerezano José Antonio Carmona Otero, figura clave en el desarrollo de la televisión de local en España. José Antonio Carmona Otero, que había trabajado como reportero gráfico para la Agencia EFE, El Correo de Andalucía y TVE, lideró el proyecto desde sus inicios, dotando al canal de una programación innovadora y de fuerte identidad local. Onda Jerez fue pionera en retransmisiones en directo de eventos locales como la Semana Santa en Jerez de la Frontera y la Feria del Caballo, con despliegues técnicos inéditos en la televisión local de la época. José Antonio Carmona Otero también fue cofundador de la asociación nacional de televisiones locales Local Media, en la que ejerció como vicepresidente, y presidió la Asociación Europea de Televisiones de Grandes Ciudades.
La verdadera eclosión de las televisiones locales en España se produjo en la década de 1990, con la liberalización del sector audiovisual y la concesión de licencias a televisiones privadas. Este proceso se vio impulsado por la Ley de Televisión Privada de 1988. Numerosos ayuntamientos y empresas privadas aprovecharon esta oportunidad para crear canales de televisión con una programación centrada en la información de proximidad, los eventos locales y la participación ciudadana.
Sin embargo, el desarrollo de la televisión local en España ha sido desigual y ha enfrentado diversos desafíos, como la falta de financiación, la competencia de las grandes cadenas y la transición a la Televisión Digital Terrestre (TDT).

### Inicios de la televisión local en Reino Unido
Si bien la British Broadcasting Corporation (BBC) ha desempeñado un papel dominante en la radiodifusión británica desde sus inicios, la televisión local también tiene una historia significativa. En la década de 1950 y 1960, surgieron las primeras estaciones de televisión independientes, conocidas como Independent Television (ITV), que ofrecían una alternativa a la BBC y a menudo incluían programación regional y local.
En la década de 1980, se introdujeron más licencias de televisión local, lo que llevó a la creación de estaciones como Channel 4, que tenía un mandato para atender a las minorías y las comunidades locales. Más recientemente, la Ofcom, el regulador de las comunicaciones en el Reino Unido, ha promovido el desarrollo de la televisión local a través de iniciativas como las licencias de televisión local digital (Local Digital Television, LDTV).

### Inicios de la televisión local en Japón
La televisión en Japón comenzó en 1953 con el lanzamiento de Nippon Television (NTV), una estación comercial. Poco después, NHK, la emisora pública japonesa, también comenzó a transmitir. Desde el principio, se estableció un sistema dual de radiodifusión pública y comercial, con una fuerte presencia de estaciones locales afiliadas a las principales cadenas.
Estas estaciones locales desempeñaron un papel crucial en la transmisión de noticias locales, información meteorológica y programas de interés comunitario. El sistema de radiodifusión japonés se caracteriza por una fuerte descentralización, con una gran cantidad de estaciones locales que atienden a las necesidades específicas de sus respectivas regiones.

## Importancia
Los canales de televisión locales desempeñan un papel crucial en la vida de las comunidades a las que sirven:
- Fuente de información local: Proporcionan noticias e información sobre eventos locales, asuntos públicos y temas que afectan directamente a la comunidad.[25]
- Foro para el debate público: Ofrecen un espacio para el diálogo y la discusión sobre temas importantes para la comunidad.[26]
- Promoción de la cultura local: Destacan la cultura, las artes y el talento local a través de su programación.[27]
- Servicio público: Proporcionan información vital durante emergencias y desastres naturales.[28]
- Conexión con la comunidad: Fortalecen el sentido de pertenencia a la comunidad al reflejar sus valores, intereses y preocupaciones.[29]

## Desafíos
Los canales de televisión locales enfrentan varios desafíos en la era digital:
- Competencia de los medios digitales: La creciente popularidad de Internet y las plataformas de streaming han fragmentado la audiencia y han dificultado la captación de ingresos publicitarios.[30]
- Cambios en los hábitos de consumo de medios: Los espectadores, especialmente los más jóvenes, consumen cada vez más contenido a través de dispositivos móviles y plataformas en línea, lo que obliga a los canales locales a adaptarse a estos nuevos hábitos.

## Transición al vídeo bajo demanda y ahorro de costes[31]
En las últimas décadas, se ha observado una notable transición de los medios de comunicación desde la emisión tradicional (a través de ondas hertzianas o cable) hacia la distribución de contenido a través de Internet, especialmente mediante plataformas de vídeo bajo demanda (VOD). Este cambio se debe a diversos factores, entre los que destaca el significativo ahorro de costes que supone la distribución online en comparación con los métodos tradicionales.
La emisión tradicional implica una serie de gastos considerables:
- Infraestructura de transmisión: El mantenimiento de antenas, transmisores, repetidores y redes de cable supone una gran inversión y un coste operativo continuo.[34]
- Licencias de espectro radioeléctrico: El uso del espectro radioeléctrico requiere la obtención de licencias gubernamentales, que a menudo son costosas y sujetas a regulaciones.[35]
- Costes de distribución física: En el caso de la televisión por cable, se suman los costes de la infraestructura de cableado y su mantenimiento.
- Limitaciones geográficas: La cobertura de la señal está limitada por la potencia del transmisor y la geografía del terreno, lo que dificulta llegar a audiencias dispersas o en zonas remotas.

En contraste, la distribución de vídeo a través de Internet ofrece las siguientes ventajas en términos de costes:
- Menor inversión en infraestructura: Se aprovechan las infraestructuras de Internet existentes, lo que reduce drásticamente la necesidad de invertir en equipos de transmisión propios.[36]
- Eliminación de licencias de espectro: Al no utilizar ondas hertzianas, se evitan los costes asociados a las licencias de espectro radioeléctrico.
- Mayor alcance geográfico: Internet permite llegar a una audiencia global sin las limitaciones geográficas de la transmisión tradicional.
- Flexibilidad y escalabilidad: La distribución online permite adaptar la capacidad de transmisión a la demanda, lo que optimiza los costes.

Además del ahorro en infraestructura y licencias, la distribución online ofrece otras ventajas económicas, como la posibilidad de implementar modelos de negocio más flexibles (suscripción, pago por visión, publicidad segmentada) y la recopilación de datos de audiencia que permiten optimizar la programación y la publicidad.
Esta transición no significa necesariamente la desaparición de la emisión tradicional, que sigue siendo relevante para ciertos tipos de contenido y audiencias. Sin embargo, el vídeo bajo demanda se ha convertido en una alternativa viable y atractiva para muchos medios, especialmente aquellos con presupuestos limitados o que buscan llegar a audiencias más jóvenes y conectadas.